# Yeroẖam
Yeroẖam (hebreiska: ירחם) är en ort i Israel.   Den ligger i distriktet Södra distriktet, i den södra delen av landet. Yeroẖam ligger 499 meter över havet och antalet invånare är 8 631.
Terrängen runt Yeroẖam är kuperad åt sydost, men åt nordväst är den platt. Runt Yeroẖam är det ganska glesbefolkat, med 42 invånare per kvadratkilometer. Närmaste större samhälle är Dimona, 13,4 km nordost om Yeroẖam. Trakten runt Yeroẖam är ofruktbar med lite eller ingen växtlighet.